# María José Sanz Sánchez
María José Sanz Sánchez (Valencia, 12 de enero de 1963) es una bióloga española especialista en los efectos de la contaminación atmosférica sobre
la vegetación, la ecofisiología, la dinámica y química atmosférica, los ciclos del nitrógeno y del carbono, los gases de efecto invernadero, y las
bases científicas del cambio climático, así como las políticas y medidas asociadas al mismo.

## Biografía
Licenciada en Biología por la Universidad de Valencia en 1985, donde se doctoró en el año 1991, con la tesis Efectos de la contaminación atmosférica sobre bioindicadores liquenicos y fokofitos. Análisis de métodos para su cuantificación. Comarca dels ports (Castellon), amplió posteriormente sus estudios en Estados Unidos en la Universidad Estatal de Arizona (1991-1992). Entre 1992 y 2011 tuvo una destacada colaboración con el Centro de Estudios Ambientales del Mediterráneo (CEAM), fundación pública de la Generalidad Valenciana dedicada a la investigación, desarrollo e innovación tecnológica para la mejora del medio ambiente en el ámbito mediterráneo, donde ha participado en el desarrollo de un centenar de proyectos relacionados con la contaminación atmosférica y el cambio climático.
Entre 2001 y 2006 fue miembro de la delegación española en el Panel Intergubernamental para el Cambio Climático (IPCC) y, como integrante de este, recibió el Premio Nobel de la Paz en 2007. Desde ese año hasta 2011 ha colaborado con la UNFCCC (Convención Marco de las Naciones Unidas sobre el Cambio Climático), cuyo objetivo es conseguir la estabilización de las concentraciones de gases de efecto invernadero en la atmósfera y reforzar la conciencia cívica en torno a esta cuestión, y entre los años 2012 y 2015 ha sido coordinadora del programa de reducción de las emisiones derivada de la deforestación y degradación de los bosques (REDD+) de la Organización de las Naciones Unidas para la Alimentación y la Agricultura (FAO). Desde 2016 es directora científica del Centro Vasco para el Cambio Climático (BC3).En  2023 fue elegida para formar parte del Panel Intergubernamental de Expertos sobre el Cambio Climático (IPCC, por sus siglas en inglés), siendo la segunda persona española y primera mujer española en formar parte de él.
Sanz Sánchez es autora de cerca de trescientas cincuenta publicaciones científicas. Ha ejercido la docencia en la Universidad de Valencia y ha colaborado, en el marco de su especialidad científica, con otras instituciones como el Banco Mundial, la Comisión Europea, la Agencia de Protección Ambiental de Estados Unidos y el Ministerio de Ciencia y Tecnología español y ha sido miembro del jurado del Premio Rey Jaime I en 2017 y 2018.

## Premios y reconocimientos
En 2019, la Generalidad Valenciana le otorgó la Distinción al Mérito Científico  «como reconocimiento de su amplia trayectoria científica e investigadora, y por su contribución al conocimiento, la comprensión y la lucha contra el cambio climático y la contaminación atmosférica».